# Rägelsdorf

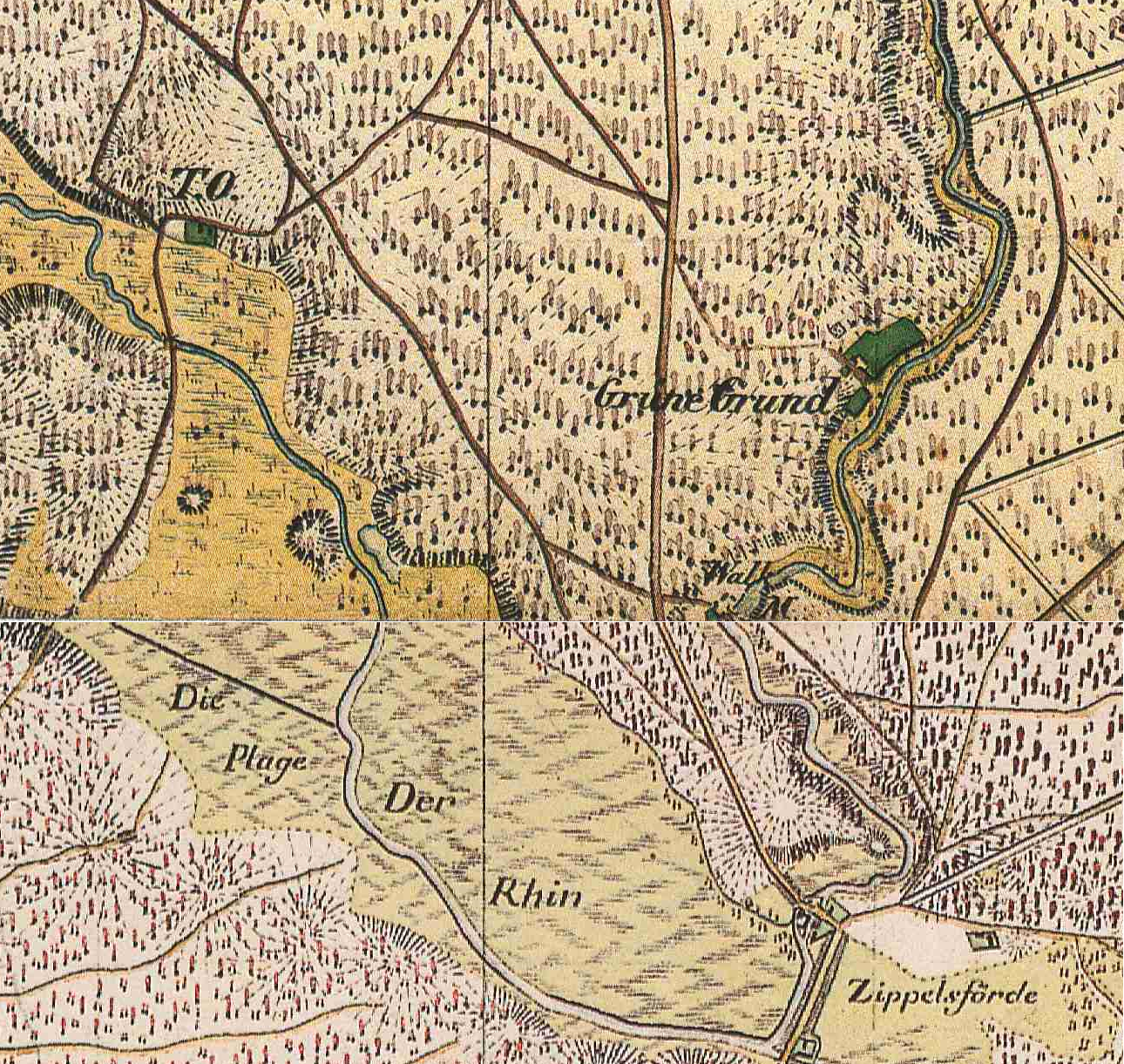
Grün(e) Grund heute Rägelsdorf kombiniert aus den Urmesstischblättern 2943 und 3043 von 1825

Rägelsdorf ist ein Wohnplatz im Ortsteil Krangen der Stadt Neuruppin im Landkreis Ostprignitz-Ruppin (Brandenburg).

## Geografie
Der Wohnplatz Rägelsdorf (Grüne Grund) lag im Jahre 1871 ca. 1,2 Kilometer nördlich über Zippelsförde und ca. 3,9 Kilometer nordöstlich von Krangen, an einem Nebenarm des Rhins, dem Rheinsberger Rhin der bei Zippelsförde von Norden kommend in einem Bogen nordwestlich dem Zermützelsee zufließt. Der Rägelsdorfer Forst grenzte westlich unmittelbar an. Der Ort liegt auf einer Höhe von 49 m ü. NHN.

## Geschichte
Das mittelalterliche Dorf Rägelsdorf war bei seiner Ersterwähnung 1524 (als Regeldow) bereits wüst. Der Name erscheint in einer Vielzahl von Schreibweisen: 1525 wird die wüste Feldmark als Regeldorff bezeichnet, 1530 als Relendorff, 1532 als Reyldorf, und 1541 kommt die Schreibweise Regelsdorf vor. Weitere Schreibweisen sind 1552 zw Reheldorf, 1598 Rehelsdorff und 1775 Regelsdorf. 1861 ist dann die heutige Schreibweise Rägelsdorf belegt. Aufgrund des sehr späten Belegs bzw. der stark variablen Schreibweise, ist die Namensherleitung nicht sicher. Wahrscheinlich liegt hier ein slawisch-deutscher Mischname vor, Dorf eines Rogal(a).

### Das mittelalterliche Dorf
Die Gründung bzw. Entstehung des Dorfes dürfte dem Namen nach in die Zeit der Deutschen Ostsiedlung fallen. In einer Urkunde von 1590 wurde die wüste Feldmark Rägelsdorf wie folgt beschrieben: liegt zwischen den (damals ebenfalls) wüsten Feldmarken Zippelsförde, Fristow, Schwanow (zu Rheinsberg gehörig), und der Feldmark des Dorfes Zechow sowie den beiden Rhinläufen. Das würde in etwa den Fluren 9 und 10 der Gemarkung von Krangen entsprechen.
Die alte Dorfstelle lag aber nicht bei dem späteren Wohnplatz, sondern etwas weiter nördlich. Die alte Dorfstelle hatte eine Ausdehnung von 200 × 250 m. Auf dem Areal wurden zahlreich frühdeutsche Scherben gefunden, darunter ein „gotischer Stangenbecher mit Wellfußplatt“ und ein kleiner Spielstein aus Ton mit Radkreuzdarstellung.
Zur Ausstattung der Pfarrei (Pfarre) in Alt Ruppin gehörte ursprünglich auch eine Wiese in Zippelsförde. Nachdem dort um/vor 1513 von Graf Joachim von Ruppin die Zippelsförder Mühle erbaut worden war, versank diese Wiese. Als Ersatz schenkte der Graf von Ruppin der Pfarrei eine Wiese bei Rägelsdorf, die jedoch nur Pfandbesitz war. Nachdem die von Bellin das Pfand wieder ausgelöst hatten, entzogen sie dem Pfarrer von Alt Ruppin die Wiese.
Vor 1525 hatte das Amt Alt Ruppin zunächst ein Viertel der Feldmark, die anderen drei Viertel gehörten Jacob von Bellin zu Radensleben. 1525 hatte dieser auf seinem Teil der wüsten Feldmark eine Schäferei aufgebaut. Die Feldmark war jedoch nicht wüst im eigentlichen Sinne, sondern lediglich das Dorf war verschwunden; die Feldmark wurde auch schon vorher von den Bewohnern von Krangen als Viehweide genutzt. 1539 belehnte Markgraf und Kurfürst Joachim II. von Brandenburg die Brüder von Bellin mit Radensleben, der wüsten Feldmark Rägelsdorf, Frankendorf, 13 Hufen in Dierberg und anderen Gütern.
1552 stand hier eine Meierei derer von Bellin. 1574 belehnte Kurfürst Johann Georg seinen Kanzler Dr. Lampert Distelmeyer und dessen männliche Lehenserben mit dem Angefälle auf die Lehensgüter derer von Bellin. Ausdrücklich davon ausgenommen waren aber die drei Viertel der wüsten Feldmark Rägelsdorf.
1590 erhielt das Amt Alt Ruppin ein weiteres Viertel der Feldmark, sodass das Amt nun die Hälfte der Feldmark hatte. Damals bewirtschaftete ein Bauer aus Krangen Wiesen auf der wüsten Feldmark Rägelsdorf. 1729 waren die von Quast Besitzer der Hälfte der wüsten Feldmark Rägelsdorf. 1731 wurden die Wiesen in der Plagge zu Rägelsdorf gehören zwischen den Gemeinden Krangen, Molchow und Zermützel sowie dem Teerschweler in Fristow geteilt. In der Rägelsdorfer Heide stand auch eine Behausung eines Heideläufers (Unterförsters) mit um die Behausung herum liegenden Ackerflächen.
Im Jahre 1747 war die gesamte Feldmark vermessen und zwischen 1755 und 1756 wurde auf der adligen Hälfte derer von Quast, einen Wohnplatz (Etablissement) errichtet, dass sie Grün(e) Grund nannten und der später wieder den Namen Rägelsdorf bekam.
Im Jahre 1767 hatte der Ort drei Wohnhäuser (Feuerstellen) und 21 Einwohner.
1787 waren es nur noch 11 Einwohner, wovon 2 Einlieger waren mit 2 Wohnhäusern (Feuerstellen). Der Wohnplatz hatte noch oder wieder eine kleine Meierei. Die Aussaat der Bauern betrug 2 Scheffel Gerste und Buchweizen, 12 Scheffel Roggen, 4 Scheffel Hafer und Kartoffel (Erdtoffeln) und einen 1300 Morgen großem Kiefernwald (Kienheide). Zu dieser Zeit war Rägelsdorf zu Krangen eingepfarrt. Johann Ernst Fabri bezeichnet Rägelsdorf als adliges Dorf. Im gleichen Jahr 1787 fand auch die Separation des Amtsanteils und des adligen Anteils statt. Etwas südlich des Wohnplatzes war eine Walkmühle zur Leinentuch Herstellung, die zum Gemeindeteil Zippelsförde (im Ortsteil Krangen) gehörte. Der Ort hatte zu dieser Zeit 2 Wohnstätten mit 11 Bewohnern(darunter 2 Einlieger).
Das Ortschafts=Verzeichniß des Regierungs=Bezirks Potsdam nach der neuesten Kreiseintheilung vom Jahre 1817 nennt nur eine Holzwärterwohnung mit 16 Einwohnern; Besitzer war der Kreisdeputierte von Quast in Radensleben. 1837 verzeichnet unter Rägelsdorf ein Büdner-Etablissement, das dem Kreisdeputierten von Quast gehörte. 1840 standen drei Wohnhäuser in Rägelsdorf, in denen 14 Menschen lebten. Es wird als Rittergut, Forstrevier und Holzwärterwohnung bezeichnet. 1861 (Stand 1858) wird es Gut mit Forsthaus genannt. Sechs Ehepaare, insgesamt 24 Personen wohnten dort in drei Wohngebäuden; dazu gab es drei Wirtschaftsgebäude.
1871 hatte Rägelsdorf 30 Einwohner und 1900 bestanden das Dorf aus fünf Häuser. In der Provinz Brandenburg bildeten sich im Jahre 1874 Amtsbezirke. Der Gutsbezirk Rägelsdorf wurde dem Amtsbezirk 19 Köpernitz zugewiesen. Amtsvorsteher war der Kreisdeputierte Zeuner auf Köpernitz, sein Stellvertreter der Mühlenmeister Vielitz auf Rheinshagen.
Der Gutsbezirk Rägelsdorf erfuhr 1928, durch die Vereinigung mit der Gemeinde Krangen, seine Auflösung.
Krangen wurde zum 6. Dezember 1993 in die Stadt Neuruppin eingemeindet. Das Dienstleistungsportal der Landesverwaltung des Landes Brandenburg führt Rägelsdorf offiziell als Wohnplatz im Ortsteil Krangen der Stadt Neuruppin.

### Einwohnerentwicklung
| Jahr      | 1767 | 1787 | 1798 | 1800 | 1817 | 1840 | 1858 | 1867 | 1895 | 1925 |
| Einwohner | 21   | 11   | 16   | 10   | 14   | 24   | 12   | 30   | 6    | 10   |

### Historische Landwirtschaft
| Aussaat | Weizen      | Roggen     | Gerste     | Kartoffeln | Buchweizen |
| Menge   | 12 Scheffel | 2 Scheffel | 4 Scheffel | 4 Scheffel | 2 Scheffel |

## Anmerkung
1. ↑  Nach Zühlke et al. lag die alte Dorfstelle etwa 1,75 km nordwestlich auf einer spätglazialen Terrasse am Westufer des Rhin. Die Lagebeschreibung von Zühlke kann so nicht stimmen. Wäre die alte Dorfstelle nordwestlich des heutigen Wohnplatzes, käme nur der westliche Rhinlauf und dessen Ostufer in Frage. Nach der Angabe Westufer des Rhin kann nur der östliche Rhinlauf gemeint sein, dann kann die alte Dorfstelle aber nicht 1,75 km nordwestlich des heutigen Wohnplatzes gelegen haben, denn der Rhin verläuft östlich und nordöstlich des heutigen Wohnplatzes. In der kleinen beigelegten Karte ist die Zahl 21 (für Rägelsdorf) nur wenig nördlich des heutigen Wohnplatzes am Westufer des östlichen Rhinlaufes eingetragen. Nach der – allerdings großmaßstäblichen – Karte von Lieselott Enders (Historisches Ortslexikon) lag das mittelalterliche Rägelsdorf ebenfalls am Westufer des östlichen Rhinlaufes.